# Danay García
Danay Aguilar García (L'Avana, 5 luglio 1984) è un'attrice cubana.

## Biografia
Danay García è nata a L'Avana, nella repubblica di Cuba. Nel 2003, all'età di diciannove anni, è migrata negli Stati Uniti d'America insieme alla sua famiglia, al fine di fuggire dal regime comunista. Dopodiché ha frequentato la Debby Allen Dance Academy, a Los Angeles, formandosi come ballerina e attrice.

## Carriera
Nel 2006 ottiene il suo primo ruolo nel lungometraggio Danika, per il quale ha dovuto imparare a memoria ogni singola battuta alla lettera, non conoscendo la lingua. Mentre nel 2009 ha affiancato Kuno Becker nel film From Mexico with Love.
Garcia ottiene la notorietà mondiale grazie ai suoi ruoli di Sofia Lugo, nella serie televisiva della Fox Prison Break dal 2007 al 2009, e Luciana Galvez, nella serie dell'AMC Fear the Walking Dead; ruolo che ha ricoperto dal 2016 al 2023.
Nel 2021 viene ingaggiata per il suo primo ruolo da protagonista nel film thriller-azione Baby Money, diretto da Luc Walpoth e Mikhael Bassilli, per il quale ha avuto il plauso dalla critica. Nello stesso anno partecipa al film drammatico Spiked, dove affianca Aidan Quinn e Wendy Makkena.
Oltre alla recitazione e alla danza, ha preso parte come modella a diverse campagne pubblicitarie e shooting fotografici per Mercedes-Benz, Vogue Italia e The Eden.
Durante la situazione pandemica, nel 2020, ha aperto il proprio podcast: "Danay Garcia Podcast - Treat your life like a garden", che ottiene la sua seconda stagione nel maggio 2023.
Nell'aprile 2023 fa da mentore e sponsor per la campagna pubblicitaria di Spotlight Dorado, che bandisce un concorso rivolto ai registi latini, al fine di lanciare un messaggio di inclusione e rappresentanza.

## Vita privata
Ha origini cinesi, italiane e spagnole. Ha un figlio, Alejandro, nato il 2 dicembre 2001 e ha avuto una relazione con l'attore britannico Chris Vance.

## Filmografia

### Attrice

#### Cinema
- Danika, regia di Ariel Vromen (2006)
- From Mexico with Love, regia di Jimmy Nickerson (2009)
- Peep World, regia di Barry W. Blaustein (2010)
- Rehab, regia di Rick Bieber (2011)
- Cenizas eternas, regia di Margarita Cadenas (2011)
- Man Camp, regia di Brian Brightly (2013)
- Liz en Septiembre, regia di Fina Torres (2014)
- Boost, regia di Nathan Gabaeff (2016)
- Havana, Habana, regia di Claude Brickell (2017)
- Sniper: Scontro totale (Sniper: Ultimate Kill), regia di Claudio Fäh (2017)
- Avenge the Crows, regia di Nathan Gabaeff (2017)
- Spiked, regia di Juan Martinez Vera (2021)
- Baby Money, regia di Luc Walpoth e Mikhael Bassilli (2021)

#### Televisione
- CSI: Miami – serie TV, episodio 5x14 (2007)
- Prison Break – serie TV, 15 episodi (2007-2009)
- CSI: NY – serie TV, episodio 5x16 (2009)
- The Cleaner – serie TV, episodio 2x12 (2009)
- Supernatural – serie TV, episodio 8x14 (2013)
- Fear the Walking Dead – serie TV, 50 episodi (2016-2023)
- Hawaii Five-0 – serie TV, episodio 8x08 (2017)
- 50 States of Fright - serie TV, 3 episodi (2020)

#### Cortometraggi
- Choices, regia di Ryan Miningham (2012)
- Widows, regia di Ian Fisher (2016)

### Regista

#### Cortometraggi
- The cure (2019)

#### Televisione
- Fear the Walking Dead – serie TV, episodio 8x07 (2023)

### Produttrice

#### Cinema
- Avenge the Crows, regia di Nathan Gabaeff (2017)

#### Cortometraggi
- The cure, regia di Danay Garcia (2019)

### Doppiatrice

#### Videogiochi
- Mafia III (2016)

## Doppiatrici italiane
Nelle versioni in italiano delle opere in cui ha recitato, Danay García è stata doppiata da:
- Ilaria Latini in Supernatural, Fear the Walking Dead
- Perla Liberatori in CSI: Miami
- Connie Bismuto in Prison Break
- Laura Facchin in CSI: NY
- Cristiana Rossi in Sniper - Scontro totale

Da doppiatrice è stata sostituita da:
- Katia Sorrentino in Mafia III